# Scourge of malice
Scourge of malice es el título del segundo álbum de Graveworm, publicado en el 31 de julio de 2001 a través de Last Episode.

## Canciones
1. Dreaded time (Intro) – 1:48
2. Unhallowed by the infernal one – 5:59
3. Abandoned by heaven - 6:08
4. Descending into ethereal mist – 6:46
5. Threnody (Instrumental) (dedicado a Max Maccani) – 4:30
6. Demonic dreams – 7:23
7. Fear of the dark (Iron Maiden cover) – 8:47
8. In vengeance of our wrath – 5:55
9. Ars diaboli (Gregorian chants) – 1:13
10. Sanctity within darkness – 5:22

## Integrantes de la banda
- Stefan Fiori – voz
- Steve Unterpertinger – guitarra
- Sabine Mair – teclados
- Eric Treffel – guitarra
- Diddi Schraffel – bajo
- Martin Innerbichler – batería

## Invitados
- Laura Jungwirt – violín
- Severin Trogbacher – viola
- Theresia Kainzbauern – chelo
- Peter Nietsche – bajo
- Moritz Polin, Erwig Pfaffenzeller, Jorg Pfaffenzeller – cantos gregorianos en ars diaboli
- Jorg Pfaffenzeller – guitarra acústica
- Herman Kühebacher – Scottish Warpipe

- Datos: Q1147291